# Сакулцан, Максим
Максим Сакулцан (рум. Maxim Saculțan; 18 ноября 1996, Теленешты, Молдова) — молдавский борец вольного стиля, призёр чемпионата Европы.

## Карьера
17 ноября 2018 года в Бухаресте выиграл бронзовую медаль чемпионата мира до 23 лет. 1 ноября 2019 года, он стал обладателем бронзовой медали чемпионата мира среди спортсменов до 23 лет в Будапеште, где в схватке за 3 место он победил Ильмана Мухтарова из Франции. 18 марта 2021 года неудачно выступил на Европейском лицензионный турнир Будапеште, оставшись без квоты на Олимпиаду в Токио. 20 апреля 2021 года на чемпионате Европы в Варшаве, одолев в схватке за 3 место Андрея Бекренева из Беларуси, стал обладателем бронзовой медали. 29 марта 2022 года в Будапеште на чемпионате Европы в схватке за бронзовую медаль уступил Мюниру Реджепу Акташу из Турции. 17 апреля 2023 года в Загребе на чемпионате Европы в 1/8 финала проиграл Эрику Арушаняну из Украины. 17 июня 2023 года стал бронзовым призёром международного турнира «Кубок Степана Саркисяна», который проходил в Ереване. 19 сентября 2023 года на чемпионате мира в Белграде в схватке за бронзовую медаль уступил Вазгену Теваняну из Армении, а в борьбе за олимпийскую лицензию проиграл Рахману Амузаду из Ирана. 23 декабря 2023 года принимал участие на  клубном чемпионате Германии, где выступая за клуб SC Siegfried Kleinostheim, на стадии 1/4 финала потерпел поражение со счётом 0:9 от Мурада Курамагомедова из Венгрии. 17 февраля 2024 года неудачно выступил на чемпионате Европы в Бухаресте, где на стадии 1/8 финала, как и на прошлогоднем континентальном турнире, проиграл Эрику Арушаняну из Украины.

## Музыкальная деятельность
В Молдове он известен, как исполнитель рэпа, взявший себе творческий псевдоним Магнат.

## Достижения
- Чемпионат мира по борьбе среди спортсменов до 23 лет 2018 — ;
- Чемпионат мира по борьбе среди спортсменов до 23 лет 2019 — ;
- Чемпионат Европы по борьбе 2021 — ;